# 三要镇
三要镇，是中华人民共和国陕西省商洛市洛南县下辖的一个乡镇级行政单位。

## 行政区划
三要镇下辖以下地区：
三要街社区、永坪村、杨村、龙山村、话庙村、杨川村、九泉村、北司村、罗村、庄河村、四岔村、叶河村、木厂村、南岭村和毛沟村。